# 谌容
谌容（1936年—2024年2月4日），原名谌德容，女，原籍四川巫山县（今重庆市巫山县），生于湖北汉口，中国作家。

## 生平
1951年3月参加工作，1957年毕业于北京俄语学院，任俄语教师。后任中央人民广播电台对外部翻译、编辑，北京市第五中学教师等。1970年代开始文学创作，1975年出版个人首部长篇小说《万年青》，1978年出版长篇小说《光明与黑暗》，1979年中篇小说《永远是春天》发表在《收获》杂志上。1980年发表中篇小说《人到中年》，引发当时文坛关注，后改编为电影。其他作品还包括《减去十岁》《懒得结婚》等，收录于《谌容文集》。

## 家庭
其丈夫范荣康（本名梁达），生前为人民日报副总编辑。她的儿女都从事文艺，长子梁左是著名的作家、编剧；次子梁天为著名喜剧演员；女儿梁欢也从事编剧，是英达的妻子。